# Val-Toke Gormsson
Val-Toke Gormsson (912 - 980 o 986) fue un vikingo de Jelling, Dinamarca y jarl de Escania, posible hijo ilegítimo de Gorm el Viejo. Su existencia y vida se ha basado sobre efímeras evidencias y especulaciones según las estelas rúnicas a falta de información contrastada en las sagas nórdicas. Val-Toke aparece mencionado en media docena de piedras rúnicas, DR-278, DR-279, DR-295, DR-296, DR-297 y DR-131, cinco pertenecen a Escania y una a Jutlandia. La única conclusión que se extrae es que fue un nombre de extraordinario poder comparados con otros caudillos contemporáneos y resalta la mención de su padre, Gorm, en todas las inscripciones que también suele indicar que fue un hombre notable. Uno de sus lugartenientes erigió una estela con la siguiente inscripción:
Áskell situó esta piedra en memoria de Tóki, hijo de Gormr, un fiel señor para él. Él no se libró de Upsala.
En otra de las piedras se le menciona como druhtinaz, y otras dos como drott, que era un título muy significativo y que aparece siempre grabado junto a nombres de caudillos excepcionales, equivalente a jarl. La diferencia estriba que drott era un título para un comandante militar, mientras que jarl se refería a un gobernante sobre un territorio específico. 
Las diversas fuentes coinciden que murió en el campo de batalla de Upsala, que se identifica con la batalla de Fýrisvellir, donde cayó en combate junto a su hijo Asbjørn. Otro hijo ha sido presuntamente identificado como Pallig Tókason, padre del legendario Palnatoke. Ambos hijos fueron fruto de su matrimonio con Ukendt Olafsdotter (c. 925 - 1002).

## Asbjørn Tókason
Lo poco que se conoce de Asbjørn es su muerte en el campo de batalla y que fue padre de dos hijos, Skjalm y Toke Trylle, este último padre de Skjalm Hvide. El apodo trylle tiene mucho que ver con la magia y la vida espiritual, normalmente un papel reservado a personajes de relevancia.